# Diodoro di Tarso
Diodoro, comunemente chiamato Diodoro di Tarso (Antiochia di Siria, 330 circa – ante 394), è stato un vescovo e teologo greco antico.

## Biografia
È noto che nacque ad Antiochia da una nobile famiglia e che fu allievo di Silvano di Tarso e di Eusebio di Emesa, secondo quanto riferisce Girolamo. Perfezionò infine i suoi studi ad Atene. Tra il 362 e 363 fu coinvolto in una disputa con l'imperatore romano Giuliano, che metteva in dubbio la divinità di Gesù Cristo. Fu ordinato vescovo di Tarso nel 378 ed ebbe un ruolo importante nel primo Concilio di Costantinopoli (381), nel quale contribuì a confutare la dottrina apollinarista. Nel corso della sua vita, di notevole importanza è il fatto che fu a capo di un monastero con annessa scuola teologica. Tra i suoi discepoli vi furono Teodoro di Mopsuestia e Giovanni Crisostomo. Quest'ultimo portò alla massima espressione i principi esegetici elaborati nella scuola di Diodoro, che può a buon diritto essere considerato l'iniziatore della scuola antiochena fondata sull'esegesi letteralista della Bibbia.

## Esegesi
La proposta esegetica di Diodoro è innovativa e prende origine dal rifiuto del metodo interpretativo allegorico di Filone, mediato e adattato al contesto cristiano nell'Alessandria di Origene, a cavallo tra II e III secolo. La critica che Diodoro muove agli allegoristi, poi continuata da Teodoro, riguarda la soppressione da questi operata del senso letterale: l'allegoria è lo strumento che utilizzavano i greci per interpretare i loro miti, attribuendo un significato del tutto slegato da quello letterale; non è un'operazione consentita sulle Sacre Scritture. Diodoro, almeno programmaticamente, non prevede soltanto un'esegesi letterale, ma consente l'esistenza di altri significati. Col termine theoria, o col suo sinonimo anagogè, indica la sovrapposizione di un secondo livello di lettura a quello letterale: è il riscontro di un'analogia tra due eventi cronologicamente distanti tra loro ma storicamente avvenuti, è la prefigurazione nel Vecchio Testamento di eventi del Nuovo, è, in definitiva, ciò che i moderni definiscono tipologia. L'utilizzazione che Diodoro fa della theoria nella sua unica opera integrale, cioè il commento ai Salmi, è estremamente ridotto. Sembra che il suo interesse principale sia stabilire il quadro cronologico entro cui i fatti narrati si svolgono e questo viene rinvenuto nella storia del re Davide. Se tradizionalmente i salmi erano stati interpretati come prefigurazioni della venuta di Cristo, Diodoro legge solo 4 salmi come cristologici: 2, 8, 44 e 109. L'utilità per il cristiano deriva dall'insegnamento morale che si deduce dall'esegesi letteralista. In generale si può sostenere che il suo commento sia essenziale e orientato a spiegare le difficoltà lessicali e terminologiche, oltre che a inquadrare in uno specifico avvenimento storico il salmo in modo da garantire al lettore una perfetta comprensione del testo.

## Pensiero teologico
Non pienamente condivisa è l'interpretazione della teologia di Diodoro. Grillmeier la definisce come appartenente allo schema Λόγος-σάρξ (Logos-sarx): pur essendo una teologia divisiva, cioè che ammette una distinzione nell'attribuzione delle azioni a Cristo tra il Logos e un altro soggetto, non associa alla natura divina una natura umana completa ma soltanto la carne di Cristo. Le ragioni che portano a questa conclusione sono principalmente due: da un lato, Diodoro avrebbe riconosciuto l'anima di Cristo come un fattore fisico ma non avrebbe attribuito a questa alcun valore teologico, destituendo così la natura umana di una sorgente vitale e decisionale autonoma; dall'altro, sul versante terminologico, avrebbe usato molto più frequentemente la parola "carne" rispetto a "uomo". L'intento è di fornire una valutazione autonoma di Diodoro rispetto agli altri esponenti della scuola antiochena, Teodoro e Nestorio, spesso associati a lui: per questo motivo viene sottolineata la dipendenza da Eusebio di Emesa, esponente di una teologia divisiva dentro uno schema Logos-carne. La linea diretta, tra maestro e allievo, ovvero tra Diodoro e Teodoro, viene così rescissa. Questa proposta è stata però contestata sia da Sullivan che da Greer: entrambi riportano Diodoro nell'alveo della tradizione antiochena e dello schema Logos-uomo. La cristologia non è definibile solo in base ai termini che usa per esprimersi, perché in Diodoro è evidente il tentativo di designare due soggetti completi di attribuzione in Cristo: l'utilizzo di "carne" al posto di "uomo" per definire la natura umana deve essere letto sullo sfondo della sua formazione biblica più che filosofica. Diodoro non possiede ancora la chiarezza terminologica di Teodoro ed è ancora fortemente influenzato dalla tradizione della chiesa nel descrivere l'umanità di Cristo. In riferimento al ruolo e all'esistenza di un'anima in Cristo, risulta centrale il rifiuto dell'analogia tra corpo-anima e Logos-carne come il principale errore degli apollinaristi: nell'incarnazione non è il Logos a prendere il posto dell'anima. Corpo e anima sono inscindibili e formano una natura completa: paragonare l'anima al Logos significa accostare una natura completa (Logos) a una incompleta (anima). Anche se non ha ancora un valore teologico, l'anima diventa fondamentale nel definire i contorni della natura umana. Sono quindi presenti in Cristo una natura umana e una divina, entrambe complete. Se la terminologia di Diodoro non appartiene ancora completamente allo schema Logos-uomo, certamente la sua cristologia ritrae uno stadio di passaggio dal tradizionale Logos-carne al tipicamente antiocheno Logos-uomo: il Figlio nato da Maria rimane un soggetto distinto dal Logos e completamente autodeterminato.